# 07th Expansion
07th Expansion è un gruppo giapponese specializzato nella creazione di visual novel conosciute come sound novel. Ha debuttato disegnando per il gioco di carte collezionabili Leaf Fight, ma è più famoso per aver creato la serie When they cry, composta da Higurashi no naku koro ni e Umineko no naku koro ni. Il gruppo ha partecipato anche alla produzione di alcuni videogiochi di Higurashi pubblicati dalla Alchemist per console, ovvero Higurashi no naku koro ni matsuri per PlayStation 2 e la serie Higurashi no naku koro ni kizuna per Nintendo DS. Il loro lavoro più recente è Ciconia no naku koro ni.

## Membri
- Ryukishi07 — sceneggiatura, illustrazioni
- Yatazakura — scripting (fratello minore di Ryukishi07)
- Jika — gestione del sito ufficiale
- Nekozakura — assistente alla direzione
- dai — direttore del suono, debugger
- Naruse Tsubaki — colorazione
- Kagami — management generale
- pre-holder — assistente al mastering

## Membri passati
- BT — gestione del sito ufficiale (deceduto il 10 luglio 2009)

## Produzioni

### Sound novel
- Higurashi no naku koro ni
  - Onikakushi-hen — 10 agosto 2002 (Comiket 62)
  - Watanagashi-hen — 29 dicembre 2002 (Comiket 63)
  - Tatarigoroshi-hen — 15 agosto 2003 (Comiket 64)
  - Himatsubushi-hen — 13 agosto 2004 (Comiket 66)
- Higurashi no naku koro ni kai
  - Meakashi-hen — 30 dicembre 2004 (Comiket 67)
  - Tsumihoroboshi-hen — 14 agosto 2005 (Comiket 68)
  - Minagoroshi-hen — 30 dicembre 2005 (Comiket 69)
  - Matsuribayashi-hen — 13 agosto 2006 (Comiket 70)
- Higurashi no naku koro ni rei (fan disc) — 31 dicembre 2006 (Comiket 71)
- Umineko no naku koro ni
  - Episode 1: Legend of the golden witch — 17 agosto 2007 (Comiket 72)
  - Episode 2: Turn of the golden witch — 31 dicembre 2007 (Comiket 73)
  - Episode 3: Banquet of the golden witch — 16 agosto 2008 (Comiket 74)
  - Episode 4: Alliance of the golden witch — 29 dicembre 2008 (Comiket 75)
- Umineko no naku koro ni chiru
  - Episode 5: End of the golden witch — 15 agosto 2009 (Comiket 76)
  - Episode 6: Dawn of the golden witch — 30 dicembre 2009 (Comiket 77)
  - Episode 7: Requiem of the golden witch — 14 agosto 2010 (Comiket 78)
  - Episode 8: Twilight of the golden witch — 31 dicembre 2010 (Comiket 79)
- Umineko no naku koro ni tsubasa (fan disc) — 31 dicembre 2010 (Comiket 79)
- Umineko no naku koro ni hane (fan disc) — 31 dicembre 2011 (Comiket 81)
- Higanbana no saku yoru ni
  - Dai-ichi ya — 13 agosto 2011 (Comiket 80)
  - Dai-ni ya — 31 dicembre 2011 (Comiket 81)
- Rose Guns Days
  - Season 1 — 11 agosto 2012 (Comiket 82)
  - Season 2 — 31 dicembre 2012 (Comiket 83)
  - Season 3 — 10 agosto 2013 (Comiket 84)
  - Last Season — 31 dicembre 2013 (Comiket 85)
- Higurashi no naku koro ni hō (fan disc) — 17 agosto 2014 (Comiket 86)
- Trianthology: sanmenkyō no kuni no Alice — 31 agosto 2016 (Comiket 90)[1]
- Ciconia no naku koro ni
  - Phase 1: kawari no iru kimitachi e — 4 ottobre 2019 (Comiket 96)

### Picchiaduro
- Ōgon musōkyoku — 31 dicembre 2010 (Comiket 79)
- Ōgon musōkyoku cross — 31 dicembre 2011 (Comiket 81)

### Giochi di carte
- Leaf Fight (partecipazione alla creazione di carte originali)
- Tagai o otoko no ko maid ni chōkyōshiau game — 18 novembre 2012[2][3]